# Kent Taylor
Pour les articles homonymes, voir Taylor.
Kent Taylor est un acteur américain, né à Nashua (Iowa) le 11 mai 1907, mort à Woodland Hills (Los Angeles) le 11 avril 1987.
Acteur de films de série B, il apparaît dans plus d'une centaine de films principalement durant les années 1930 et 1940.

## Biographie
Né Louis William Weiss dans l'Iowa 1907 dans une famille juive, il occupe divers petits emplois après lycée. Pendant deux ans, il étudie l'ingénierie à l'Institut Darrah Institute of Technology de Chicago. Lui et sa famille déménagent en Californie en 1931. Il travaille avec son père dans son magasin de stores. Sans aucune expérience d'acteur, il commence à travailler comme figurant au cinéma sur les conseils d'un ami qui disait qu'il avait le look qu'il fallait pour le grand écran. Après quelques petits rôles dans des films tels que Kick In (1931), On lui demande de tester une séquence silencieuse avec Claire Dodd, qui était une actrice confirmée des studios Paramount. Le test lui permet de décrocher un contrat avec la Paramount en 1931.
En 1951-1952, sa carrière cinématographique étant sur le déclin, il se tourne vers la télévision : il tiendra le rôle principal dans 58 épisodes de la série policière Boston Blackie, et le rôle principal du capitaine Jim Flagg dans The Rough Riders, une série d'aventures sur trois soldats voyageant ensemble à travers l'Ouest américain après la guerre de Sécession.
Avec Clark Gable, Kent Taylor a inspiré le nom civil du super-héros Superman : Clark Kent. 
Il meurt pendant une opération du cœur en 1987, à l'âge de 79 ans.
Il a son étoile sur le Walk of Fame (trottoir des célébrités) à Hollywood.

## Filmographie partielle
- 1931 : Ladies' Man de Lothar Mendes
- 1933 : Je ne suis pas un ange (I'm No Angel) de Wesley Ruggles : Kirk Lawrence
- 1933 : Le Fou des îles (White Woman) de Stuart Walker : David von Elst
- 1934 : La mort prend des vacances (Death Takes a Holiday) : Corrado
- 1934 : Double Door de Charles Vidor
- 1934 : Mystères de Londres (Limehouse Blues) d'Alexander Hall : Eric Benton
- 1935 : Qui ? (College Scandal) d'Elliott Nugent : Seth Dunlap
- 1936 : Ramona de Henry King : Felipe Moreno
- 1937 : À l'est de Shanghaï (Wings Over Honolulu) de H.C. Potter
- 1939 : Quels seront les cinq ? (Five Came Back), de John Farrow : Joe
- 1940 : À l'assaut des cieux (Men Against the Sky) de Leslie Goodwins
- 1940 : Cette femme est mienne (I Take This Woman) de W. S. Van Dyke : Phil Mayberry
- 1940 : Two Girls on Broadway de S. Sylvan Simon : Chat' Chatsworth
- 1941 : Washington Melodrama de S. Sylvan Simon : Hal Thorne
- 1942 : Gang Busters de Noel M. Smith, Ray Taylor : Bill Bannister
- 1943 : Bomber's Moon d'Edward Ludwig et Harold D. Schuster : Capitaine Paul von Block
- 1946 : Tanger (Tangier), de George Waggner : Ramon
- 1946 : Deadline for Murder de James Tinling
- 1946 : Dangerous Millions de James Tinling
- 1947 : Second Chance de James Tinling
- 1951 : L'Ambitieuse (Payment on Demand) de Curtis Bernhardt : Robert Townsend
- 1954 : Fille de plaisir (Playgirl) de Joseph Pevney : Ted Andrews
- 1956 : Frontier Gambler de Sam Newfield : Roger Chadwick (Le Duc)
- 1956 : Deux Rouquines dans la bagarre (Slightly Scarlet) d'Allan Dwan : Frank Jansen
- 1957 : Le Shérif de fer (The Iron Sheriff) de Sidney Salkow
- 1962 : The Broken Land de John A. Bushelman